# Backlash (2009)
Backlash (2009) là một sự kiện pay-per-view (PPV) đấu vật chuyên nghiệp sản xuất bởi WWE, diễn ra ngày 26 tháng 4 năm 2009, tại Dunkin' Donuts Center ở Providence, Rhode Island. Đây là sự kiện Backlash thứ 11, bao gồm các đô vật đến từ cả ba thương hiệu của WWE: Raw, SmackDown, và ECW. Đây là sự kiện Backlash cuối cùng cho đến năm 2016 mới trở lại.
Có 7 trận đấu được diễn ra. Các trận đấu chính chứng kiến Edge đánh bại World Heavyweight Champion John Cena trong trận đấu Last Man Standing để giành đai và Randy Orton giành đai WWE Championship trong trận đấu đồng đội 6 người cùng với nhà vô địch Triple H, Batista và Shane McMahon trước The Legacy (Orton, Cody Rhodes và Ted DiBiase). Sự kiện cũng bao gồm Jeff Hardy đánh bại Matt Hardy trong trận đấu "I Quit" và Christian giành đai ECW Championship by đánh bại Jack Swagger. Sự kiện nhận được 182.000 lượt mua, giảm so với con số 200.000 lượt mua ở sự kiện trước.

## Kết quả
| #                                                                                | Kết quả                                                                                              | Thể loại                                                            | Thời gian |
| -------------------------------------------------------------------------------- | --- | ------------------------------------------------------------------- | --------- |
| 1D                                                                               | Kofi Kingston đánh bại Dolph Ziggler                                                                 | Trận đấu đơn                                                        | Không rõ  |
| 2                                                                                | Christian đánh bại Jack Swagger (c)                                                                  | Trận đấu đơn tranh đai ECW Championship                             | 11:01     |
| 3                                                                                | Chris Jericho đánh bại Ricky Steamboat bằng đòn khóa                                                 | Trận đấu đơn                                                        | 12:32     |
| 4                                                                                | Kane đánh bại CM Punk                                                                                | Trận đấu đơn                                                        | 09:25     |
| 5                                                                                | Jeff Hardy đánh bại Matt Hardy                                                                       | Trận đấu "I Quit"                                                   | 19:08     |
| 6                                                                                | Santina Marella (c) đánh bại Beth Phoenix (cùng với Rosa Mendes)                                     | Trận đấu đơn cho danh hiệu "Miss WrestleMania"                      | 00:03     |
| 7                                                                                | The Legacy (Cody Rhodes, Randy Orton và Ted DiBiase) đánh bại Batista, Shane McMahon và Triple H (c) | Trận đấu đồng đội 6 người tranh đai WWE Championship                | 22:50     |
| 8                                                                                | Edge đánh bại John Cena (c)                                                                          | Trận đấu Last Man Standing tranh đai World Heavyweight Championship | 28:26     |
| - (c) – chỉ người vô địch bước vào trận đấu - D – chỉ trận đấu là một dark match | |                                                                     |           |